# 河东街道 (本溪市)
河东街道，是中华人民共和国辽宁省本溪市溪湖区下辖的一个乡镇级行政单位。

## 行政区划
河东街道下辖以下地区：
站前社区、井涌社区、井泉社区、后石社区、铁工社区、峪前社区、峪岗社区、立新社区和河沿社区。